# Jarabe de Palo
Jarabe de Palo era un grup català de música en castellà liderat per Pau Donés (1966-2020), que n'era a la vegada el compositor, guitarrista i cantant. Es tractava d'un grup de rock llatí, relativament conegut a l'estranger i que va guanyar un gran nombre de premis entre els quals destaquen els Premis Ondas (1997), i dues nominacions als Grammy Llatins (2011).
Van donar-se a conèixer amb el single La Flaca el 1997. Va ser considerat el grup de rock llatí més important de l'Estat Espanyol.

## Membres
- Pau Donés (vocalista, guitarrista i compositor)
- Àlex Tenas (batería)
- Jaime De Burgos (teclats)
- Jimmy Jenks (Saxofon)
- Jordi Bericat (baix)
- David Muñoz (guitarra elèctrica)
- Andrea Amador (violoncel)

Antics membres són Jordi Mena, Dani Baraldés, Carmen Niño, Luis Dulzaides, Marià Roch, Daniel Forcada, Toni Saigi, Joan Gené, J.MªOliver, Jorge Rebenaque, Danny Cummings i Jordi Gas.

## Discografia
Àlbums
| • La Flaca (1996) |
| --- |
| (Virgin Records) 1. Quiero Ser Poeta (3:32) 2. Vuela (3:29) 3. No Suelo Compararme (3:03) 4. La Flaca (4:29) 5. Grita (3:35) 6. El Bosque De Palo (3:29) 7. El Lado Oscuro (4:44) 8. Quítame La Vida (3:16) 9. Dueño De Mi Silencio (3:28) 10. Desamor (3:32) 11. La Flaca (Acústica) (3:37) |

| • Depende (1998) |
| --- |
| 1. Depende 4:22 2. Pura Sangre 4:06 3. Te Miro Y Tiemblo 4:28 4. Plaza de Las Palmeras 3:53 5. Realidad O Sueño 4:22 6. Agua 4:17 7. Perro Apaleao 3:22 8. Vivo En Un Saco 4:14 9. Toca Mi Canción 4:39 10. Duerme Conmigo 3:21 11. Vive Y Deja Vivir 4:26 12. Mi Mundo En Tu Mano 3:24 13. Adiós 4:48 14. A Lo Loco 4:13 |

| • De vuelta y vuelta (2001) |
| --- |
| 1. De Vuelta y Vuelta (5:44) 2. Tiempo (4:43) 3. En Lo Puro No Hay Futuro (3:25) 4. Dos Días en la Vida (6:21) 5. La Luz de tu Corazón (4:18) 6. Completo Incompleto (3:18) 7. Cara de Azul (3:49) 8. Agustito con la Vida (3:21) 9. De los Libros (No Se Aprende) (3:09) 10. Viaje Para Locos (4:23) 11. Mama (7:48) |

| • Bonito (2003) |
| --- |
| 1. Intro 2. Yin Yang 3. Bonito 4. Aún no me toca 5. No sé estar enamorado 6. Mira como viene 7. Cambia la piel 8. Bailar 9. En conexión 10. Las Cruces de Tijuana 11. Como peces en el agua 12. Palabras que se esconden 13. Camino 14. Emociones 15. Corazón 16. Conté una cançó oculta. Al final de l'última pista, apareix la peça musical tradicional (de l'illa d'Eivissa) en català "Jo tenc una enamorada". |

| • 1 m² (2004) |
| --- |
| 1. 1m2 (Sólo o Bien Acompañado) (03:25) 2. Romeo y Julieta (No Eran de Este Planeta) (04:19) 3. Dicen (04:17) 4. Mi Diario Personal (04:35) 5. Que Bueno Que Bueno (04:13) 6. El Café de la Morena (03:26) 7. Menos que un Amor, Más que un Amigo (03:45) 8. Escriban Más Canciones (06:00) 9. Entre las Barcas (03:51) 10. Sale a Escena (02:49) 11. Cry (If You Don't Mind) (08:22) Conté la cançó oculta los ultimos 42 segundos |

- Adelantando (2007)
- Orquesta Reciclando (2009)[4]
- ¿Y ahora que hacemos? (2011)[3]
- Somos (2014)

Compilacions
| • Grandes éxitos (2003) |
| --- |
| 1. La Flaca 2. Grita 3. Depende 4. Tiempo 5. El Bosque De Palo 6. Perro Apaleao 7. Purasangre 8. Agua 9. Completo Incompleto 10. El Lado Oscuro 11. Dos Dias En La Vida 12. De Vuelta Y Vuelta 13. Duerme Conmigo 14. Agustito Con La Vida 15. En Lo Puro No Hay Futuro 16. El Lunar De María 17. A Lo Loco Con P. Tinto |

- Colección Grandes (2004)[5]
- | • Completo, incompleto (2005)                                                                                                                                                                                                                                                                                                                                                          |
| --- |
| 1. La flaca - 4:22 2. Grita - 3:32 3. El lado oscuro - 4:49 4. El bosque de palo - 3:33 5. Depende - 4:25 6. Perro apaleao - 3:24 7. Pura sangre - 4:05 8. Agua - 4:16 9. Duerme conmigo - 3:23 10. De vuelta y vuelta - 5:46 11. Tiempo - 4:43 12. Dos días en la vida - 6:23 13. Completo incompleto - 3:19 14. Agustito con la vida - 3:21 15. El lunar de María (amb Peret) - 4:43 |
- Edició 10è aniversari "La Flaca" (2006)